# Ring belge R3
Pour les articles homonymes, voir R3.
Le ring belge R3 est la grande ceinture périphérique autoroutière de la ville de Charleroi. Il est localement dénommé périphérique de Charleroi, afin de ne pas être confondu avec le petit ring. Il est formé de diverses sorties et de plusieurs échangeurs autoroutiers. C'est un des seuls ring avec le Ring de Bruxelles à posséder une aire de repos.

## Description du tracé
Le périphérique de Charleroi contourne la ville à l'Ouest, au Sud et à l'Est. La boucle est complétée au Nord par l'autoroute A15/E42, à laquelle le R3 se connecte via les échangeurs d'Heppignies et de Gouy.
La borne kilométrique 0 du R3 se situe à hauteur de l'échangeur d'Heppignies, tandis que la numérotation des sorties se fait en sens inverse ; la sortie n°1 étant la première après l'échangeur de Gouy.
|    | Dénomination                          | Destinations                                                                                               | BK   |
| -- | ------------------------------------- | --- | ---- |
| 14 | Heppignies                            | Bruxelles - Namur                                                                                          | −0,7 |
|    | Échangeur d'Heppignies                | Autoroute Mons - Namur − Liège (autoroute de Wallonie)                                                     | 0,0  |
| 13 | Soleilmont                            | Fleurus, Charleroi (Ransart, Gilly quartier de Soleilmont)                                                 | 3,5  |
| 12 | Gilly                                 | Charleroi (Basse-Sambre, Gilly), Châtelet (Châtelineau)                                                    | 5,7  |
| 11 | Châtelineau                           | Châtelet, Charleroi (Montignies-sur-Sambre)                                                                | 6,6  |
|    | Viaduc de Châtelet (1 200 m)          | | 0,0  |
| 10 | Châtelet                              | Châtelet                                                                                                   | 9,0  |
| 9  | Blanche Borne                         | Châtelet (Bouffioulx), Gerpinnes (Loverval)                                                                | 10,7 |
|    | Tunnel de Couillet (500 m)            | | 0,0  |
|    | Viaduc de Couillet (700 m)            | | 0,0  |
| 8  | Couillet                              | Charleroi (Couillet), Walcourt, Philippeville, Couvin                                                      | 12,5 |
|    | Tunnel de Hublinbu (400 m)            | | 0,0  |
| 7  | Marcinelle-Hublinbu                   | Charleroi (Marcinelle)                                                                                     | 13,5 |
| 6  | Marcinelle-Est                        | Charleroi (Marcinelle)                                                                                     | 14,6 |
|    | Échangeur de Marcinelle               | A503 / R9 : Charleroi (Charleroi, Marcinelle), Bois du Cazier, EXPO A54 : Aéroport de Charleroi, Bruxelles | 16,0 |
| 5  | Mont-sur-Marchienne                   | Charleroi (Mont-sur-Marchienne), Thuin, Beaumont, Chimay                                                   | 17,4 |
|    | Viaduc de Montigny-le-Tilleul (400 m) | | 0,0  |
| 4  | Montigny-le-Tilleul                   | Montigny-le-Tilleul (Montigny-le-Tilleul, Landelies), Abbaye d'Aulne                                       | 19,2 |
|    | Viaduc de Landelies (350 m)           | | 0,0  |
| 3  | Fontaine-l'Évêque                     | Fontaine-l'Évêque, Charleroi (Goutroux, Monceau-sur-Sambre), Anderlues, Thuin                              | 22,6 |
| 2  | Forchies-la-Marche                    | Forchies-la-Marche - Goutroux - Roux (Charleroi) Ouest                                                     | 26,1 |
|    | Fontaine-l'Évêque                     | | 0,0  |
| 1  | Trazegnies                            | Chapelle-lez-Herlaimont, Courcelles (Trazegnies)                                                           | 30,4 |
|    | Échangeur de Gouy                     | Autoroute Mons − Namur − Liège (autoroute de Wallonie)                                                     | 32,7 |

## Galerie d'images

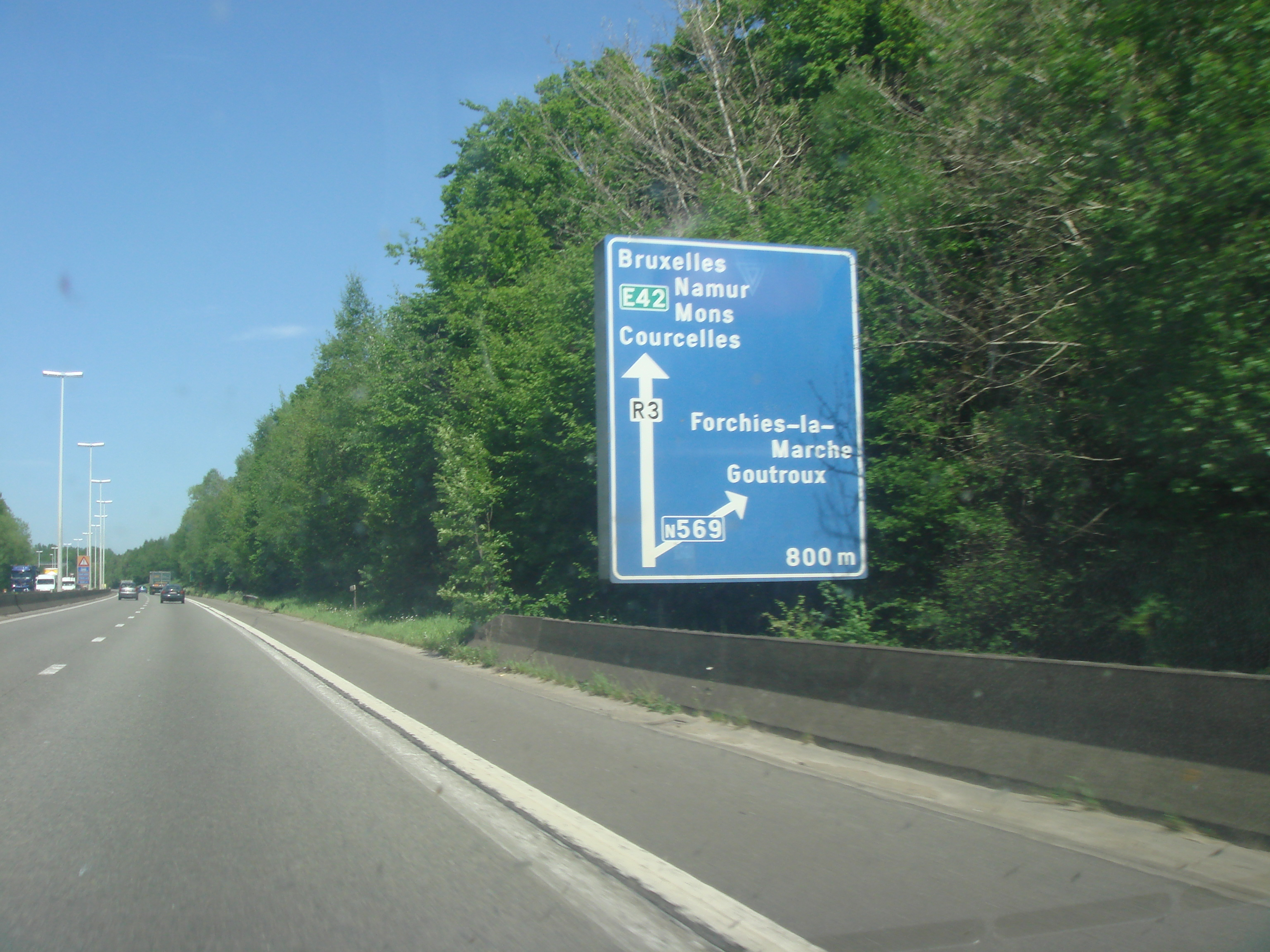
Le ring R3 au niveau de Goutroux
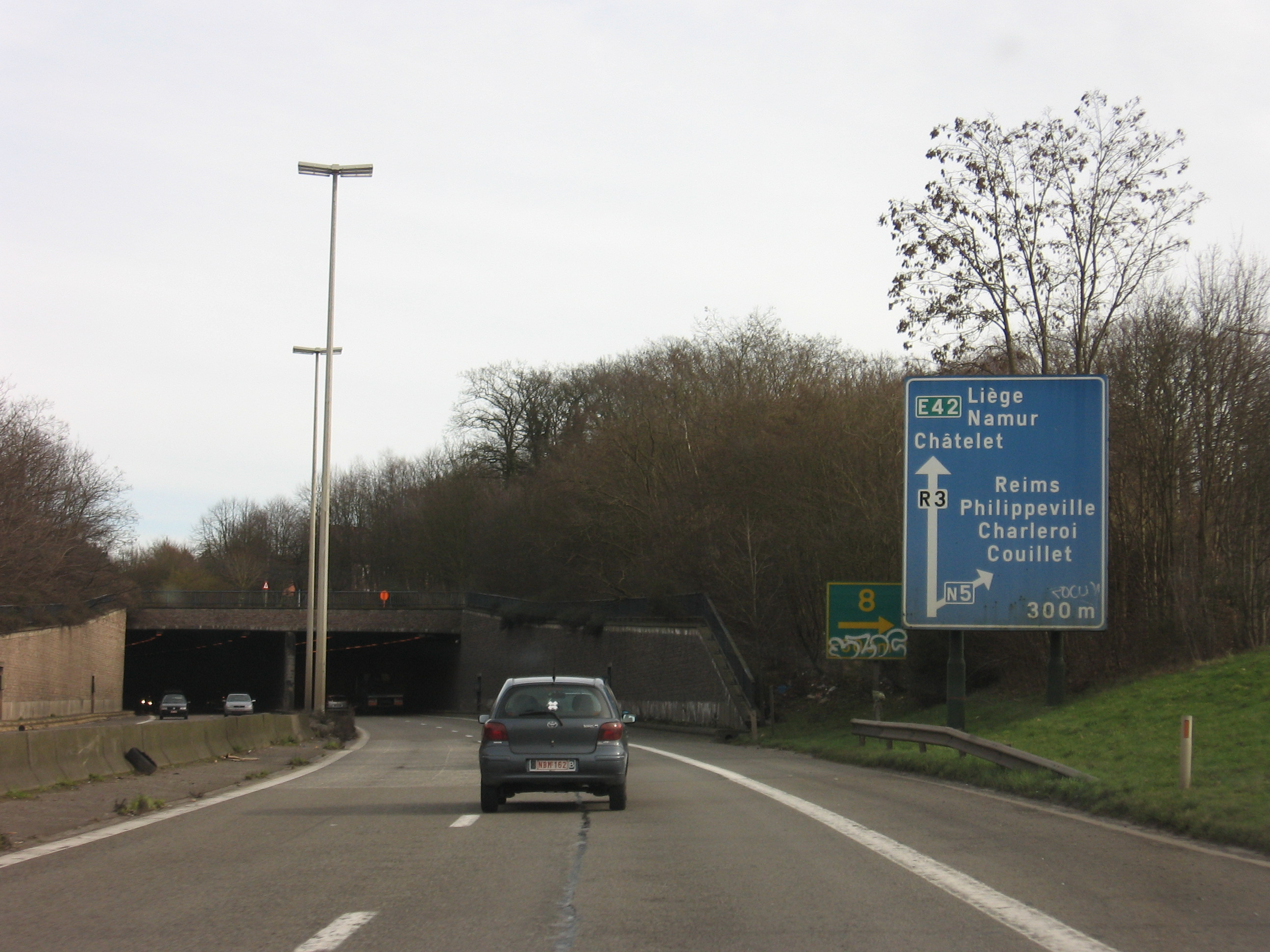
L'autoroute au niveau du croisement avec la N5.